# WWE Performance Center
Het WWE Performance Center is een school voor professioneel worstelen die opgericht is door de Amerikaanse worstelorganisatie WWE. WWE exploiteert twee Performance Center-locaties, die dienen als trainingsfaciliteiten voor WWE-worstelaars, evenals sportwetenschappelijke en medische faciliteiten. Het eerste filiaal, gevestigd in Orlando, Florida, werd geopend op 11 juli 2013. Het tweede filiaal, gevestigd in Enfield, Londen, werd geopend op 11 januari 2019. In oktober 2020 werd het Performance Center omgebouwd tot het Capitol Wrestling Center (CWC), een vergelijking naar Vincent J. McMahon's Capitol Wrestling Corporation.

## Geschiedenis

### Florida Championship Wrestling / NXT
Tot de dag van vandaag is het Performance Center de thuis locatie van WWE NXT. De Center is 2,400 vierkante meter groot met 7 training rings, een kracht- en conditionering programma, met inclusief faciliteiten met een "ultra-slow" camera en een voice-over kamer waar on-air commentatoren kunnen oefenen. In 2013 werd het Performance Center voor het eerst geopend en verving het voormalige opleidingscentrum Florida Championship Wrestling (FCW) dat plaats vond in Tampa.

### Training
Het Performance Center traint 60 à 70 worstelaars in één keer. Trainers hebben verschillende ervaringsniveaus. Van beginners, tot niet-worstelen achtergronden, naar ervaren worstelaars van het onafhankelijke circuit. Worstelaars trainen hun in-ring prestaties, kracht, conditionering en aan hun karakter en persoonlijkheid. Scheidsrechters, ring aankondigers, commentatoren, en backstage interviewers worden ook getraind in het Performance Center. De trainers trainen fulltime, maar treden ook op bij wekelijkse NXT House Shows en verschijnen op televisieprogramma's van NXT. Bovendien gebruiken gevestigde WWE Superstars de faciliteit vaak voor training en revalidatie van blessures terwijl ze nieuwe stagiaires begeleiden. De Center gebruikte ook voormalige professioneel worstelaars als trainers. Het Performance Center bevat ook enkele gasttrainers, waaronder Kevin Nash en Scott Hall.

### Coronavirus

#### Raw, Smackdown en pay-per-views
Op 12 maart 2020 kondigde WWE aan dat afleveringen van Raw en Smackdown werden uitgezonden in het Performance Center zonder publiek door het coronaviruspandemie. Dit betekende dat vele worstelaars werden ontbonden van hun WWE contract. Op 11 maart startte WWE met het filmen van NXT afleveringen zonder publiek. De laatste uitzending was op 17 augustus 2020 op een aflevering van Raw. Vele pay-per-view (PPV) evenementen werden ook gehouden in het Performance Center waaronder WrestleMania 36, Money in the Bank, Backlash en The Horror Show at Extreme Rules. Op 21 augustus 2020 werden Smackdown en de andere opkomende pay-per-view evenementen in een nieuwe grootschalige arena gehouden genaamd de "Thunderdome" met een virtuele publiek in het Amway Center. Vanaf TLC: Tables, Ladders & Charis, werd het ontwerp van de ThunderDome verhuist naar het Tropicana Field in St. Petersburg, Florida. Vanaf 8 april 2021, is de ThunderDome verhuist naar  Yuengling Center in Tampa, Florida.

#### Capitol Wrestling Center
In oktober 2020, vanaf NXT TakeOver 31, werden NXT en 205 Live uitgezonden in het Performance Center (weg van het Full Sail University), met behulp van een opnieuw geconfigureerde versie van de hoofdarena van de faciliteit die bekend staat als het "Capital Wrestling Center" (een eerbetoon aan de Capitol Wrestling Corporation - de voorloper van WWE (toen WWWF)). Het was ontworpen om de look en feel van NXT-programmering te weerspiegelen, en bevat een mix van virtuele en beperkte publiek (vergelijkbaar met de Thunderdome).